# 阿坂城
阿坂城（あざかじょう）は、伊勢国一志郡阿坂（現在の三重県松阪市大阿坂町）にあった日本の城。白米城（はくまいじょう）・椎之木城（しいのきじょう）とも称する。1982年（昭和57年）に阿坂城跡 附 高城跡 枳城跡（あざかじょうあと つけたり たかんじょうあと からたちじょうあと）の名称で国の史跡に指定されている。
伊勢国司から戦国大名となった北畠氏にとって北伊勢（伊勢国北部）に対する重要な拠点であった。

## 概要

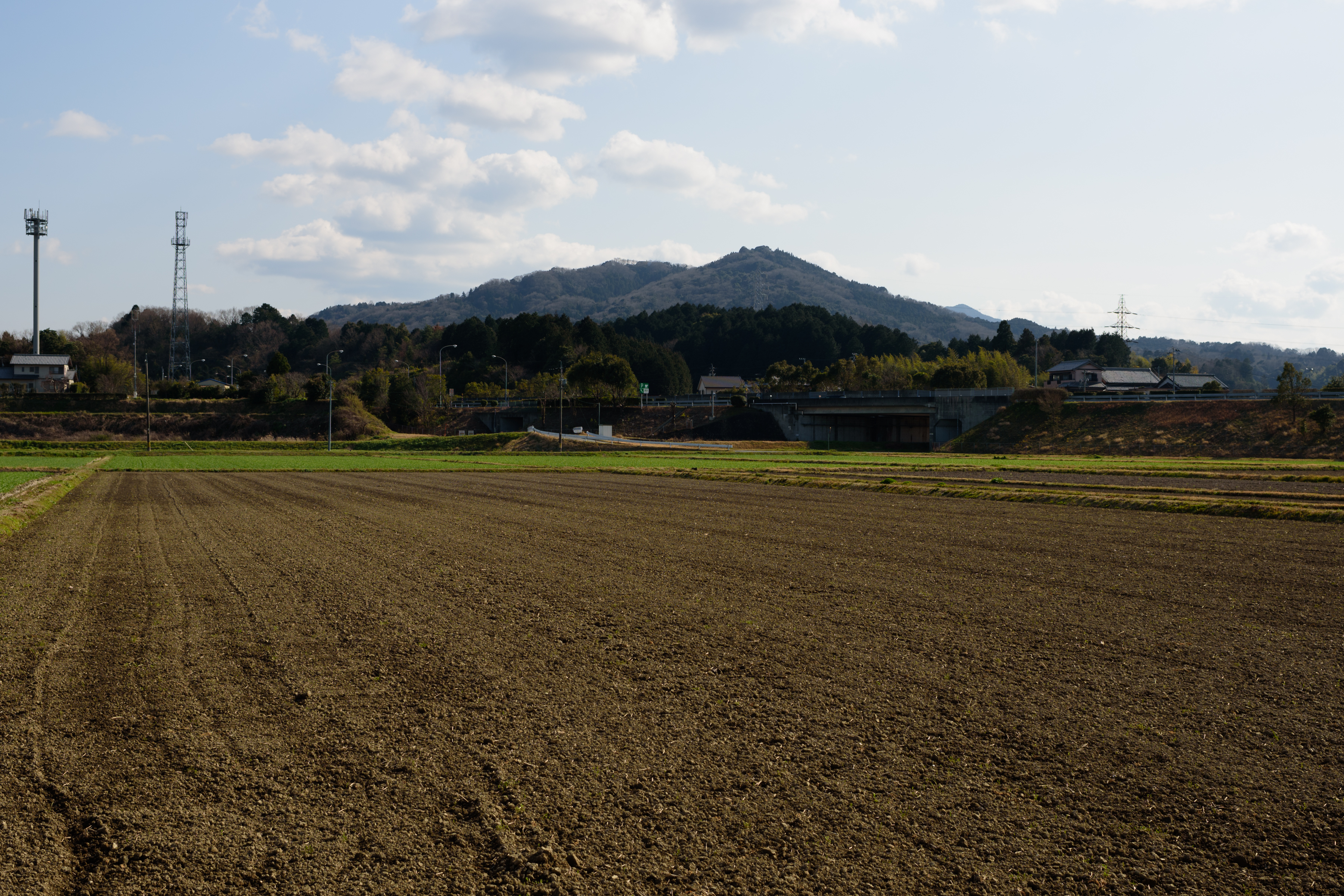
桝形山と阿坂山の眺望

「あざかじょう」の表記には、浅香城（『満済准后日記』）、阿射賀城（『南方紀伝』）もある。大阿坂町の西方にある標高312mの山上に位置し、城跡は東西180m×南北330mの範囲に広がっていた。東に伊勢湾や伊勢志摩国立公園、三河の山々をも見通し、西に室生赤目青山国定公園の山々を望む。
城跡は南郭と北郭からなり、南郭は白米城、北郭は椎之木城と呼ばれている。築城主は北畠親房または北畠満雅とされ、この城で行われた籠城戦でのできごとから白米城と呼ばれるようになった。難攻不落の城として名をとどろかせた時代もあったが、織田信長の命令を受けた木下藤吉郎（豊臣秀吉）に攻められ、落城した。

## 城郭の構造
城跡は大きく南郭と北郭からなり、南郭は東西25m×南北30mの範囲にある比高12mの台状地、北郭は70m四方の範囲にある台状地で、南北の郭は250mほど離れている。ここで、南郭を白米城、北郭を椎之木城と呼んでいる。
北郭（椎之木城）の方が規模が大きく新しく、堀切や土塁などで複雑に構成されていることから、北郭が主郭であると考えられる。2つの狭長な台状地を中心に、台状地間と両端に堀切を巡らす。北側の西下斜面には竪堀が2か所みられる。南郭（白米城）の方が北郭（椎之木城）よりも高い位置にあり、松阪市街から見ることができる。45m×60mの基底部は台形をしており、上面は20m×35mの平面楕円形をした台状地で、四隅に小さな台状地を持つ。
南郭（白米城）の東・北・西の三方の尾根に堀切と小型の台状地、北西の尾根には2条の堀切が整備され、桝形山山頂には堀切・空堀・狼煙（のろし）台があった。
近辺には高城（たかんじょう）・枳城（からたちじょう）などの出城があった。高城は北畠氏の家臣・大宮氏が築城したものとみられ、虎口を有し、戦国時代の雰囲気をまとう。枳城は南北朝時代の特長を有する。

## 歴史

北畠親房

建武2年（1335年）に北畠親房が顕家・顕信・顕能の3人の息子を伴って伊勢国に入った時に南勢（伊勢国南部）にいくつか築いた城のうちの1つが阿坂城であると言われている。阿坂城の史料上の初出は文和元年（1352年、南朝方では正平7年）10月23日（ユリウス暦：11月30日）付けの『鷲見加々丸軍忠状』であり、北朝軍である土岐頼康の軍に鷲見氏が加勢して功績を挙げたことを記した文中に登場する。

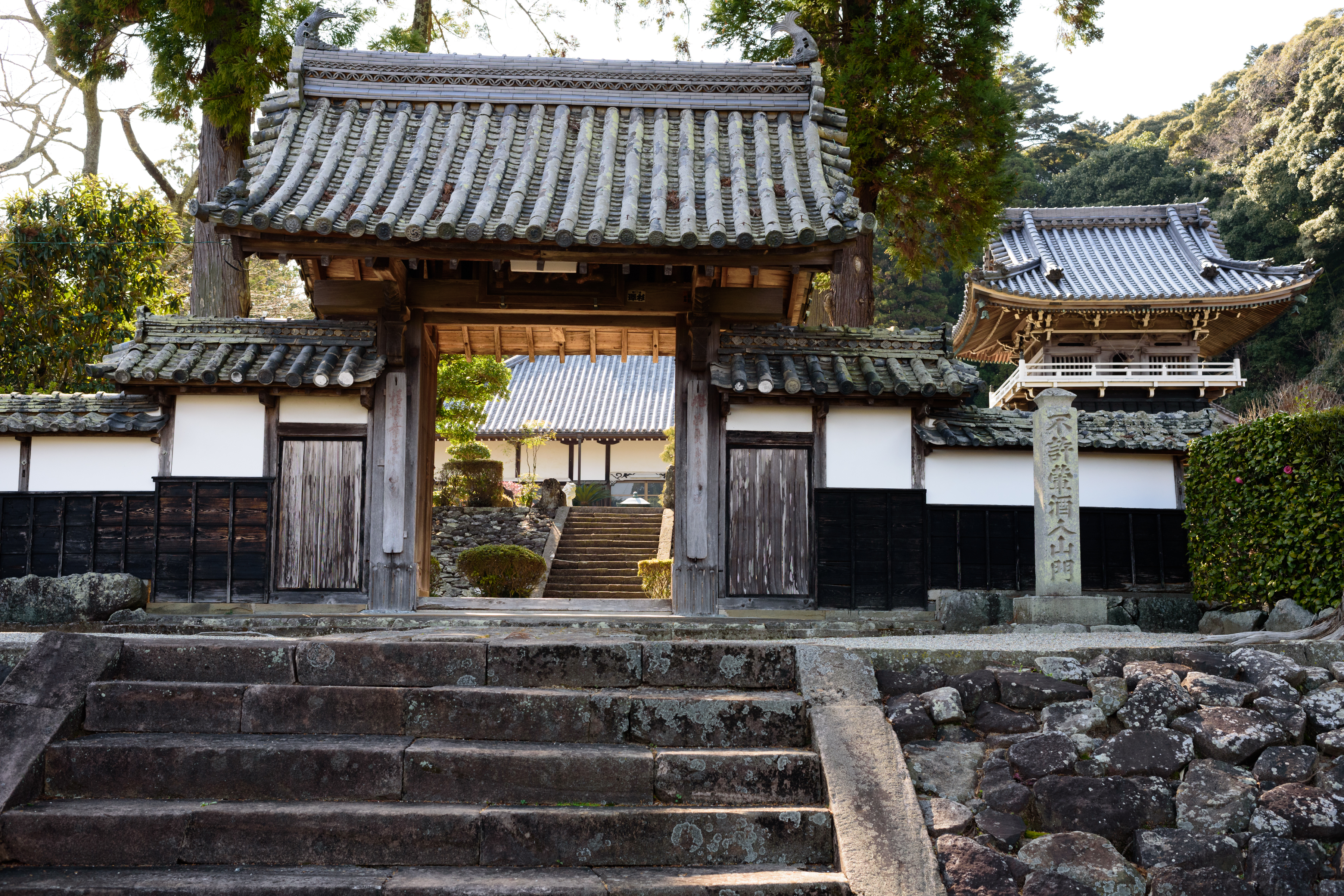
浄眼寺

その後応永22年（1415年）春に北畠満雅がこの城から挙兵した。明徳の和約で両統迭立（りょうとうてつりつ）が約束されたにもかかわらず、称光天皇が即位し和約が破られたことがその理由であった。満雅には元南朝方の勢力であった大和・紀伊・河内の武士が味方し、幕府方は一色義貫を総大将とし、土岐・京極両氏を送り込んで応戦、満雅側は籠城戦に入った。この時のエピソードが「白米城」の名の由来となった（白米城伝説）。『満済准后日記』によれば、応永22年5月15日（ユリウス暦：1415年6月21日）に城は陥落したという。その後文明10年（1478年）、阿坂城のある桝形山の麓に北畠氏の菩提寺・浄眼寺が北畠材親の援助によって建立された。これにより、麓の居館（浄眼寺）と詰めの城（阿坂城）という中世の根小屋式山城を模したような形ができ上がった。
白米城伝説の後、城に直接関係する記録が途切れるが、永禄8年（1565年）と天正8年（1580年）に記録が復活する。そこには大宮入道含忍斎が城主を務めるとある。永禄10年（1567年）には織田信長方の滝川一益による再三の攻撃をはね付け、堅牢なる城との名を世に広めた。そして永禄12年8月（ユリウス暦：1569年9月）、信長軍は阿坂城を包囲、信長軍は降伏勧告を行うも大宮入道含忍斎は応じず、木下藤吉郎（豊臣秀吉）による巧妙な策によってようやく開城、そのまま廃城となった。この時、北畠軍の大宮大之丞吉行は木下藤吉郎に強弓を引き、秀吉は生涯初にして唯一の戦傷を左脇（左腿とも）に受けたとされる。阿坂城攻めは、大河内城の戦いの前哨戦との位置付けで、それまで大きな手柄を挙げていなかった秀吉に武功を挙げさせるために信長は藤吉郎を送り込んだという。
1982年（昭和57年）4月7日、国の史跡に指定された。2017年（平成29年）より松阪山城会が城跡で発煙筒を焚き、のろしがどのくらいの範囲で見えるかという実験を行っている。

### 白米城伝説
北畠満雅が阿坂城に籠った時、北畠軍は水の確保に苦労した。幕府軍が阿坂城を包囲し、水の補給路を断ったからである。実際に城内にはほとんど水は残っていなかったが、北畠軍は敵を欺くために白米を馬の背に流して城内に水が豊富にあるように見せかけた。これを見た幕府軍は北畠軍がいまだ豊富な水を保持するのかと大いに驚き、水断ち作戦を諦め、包囲を解除したとされる。結局、満雅は阿坂城を奪われてしまったが、仲介者の尽力で幕府との和議が成立した。
白米城伝説の元となった話は、『桜雲記』に記されている。同書は江戸時代前期に書かれ、軍記物のような筆致で描かれている部分もあるなど、史実として捉えるには難のある部分がある。

## 遺構
城跡には平坦な城郭跡を残すのみで、往時を偲ぶものは特にない。堀切や土塁は現存し、南郭には阿坂城のあったことを示す石碑が建てられている。城跡は国の史跡指定の前年から、地元の大阿坂町民によって草刈りが継続して行われ、整備されている。
JR紀勢本線・同名松線・近鉄山田線松阪駅より三重交通路線バス48系統嬉野一志町行きに乗車、岩倉口バス停下車、徒歩15分で城跡への登山口に達する。城跡へは登山口から更に40分ほど登る必要がある。ゆっくり登れば約1時間になる。
城跡からの眺望がよいため、春の遠足やハイキングの家族連れなどで賑わう。近隣の瑞巌寺や横滝寺・不動滝と組み合わせて長めの散策をする人もいる。